# Crooner

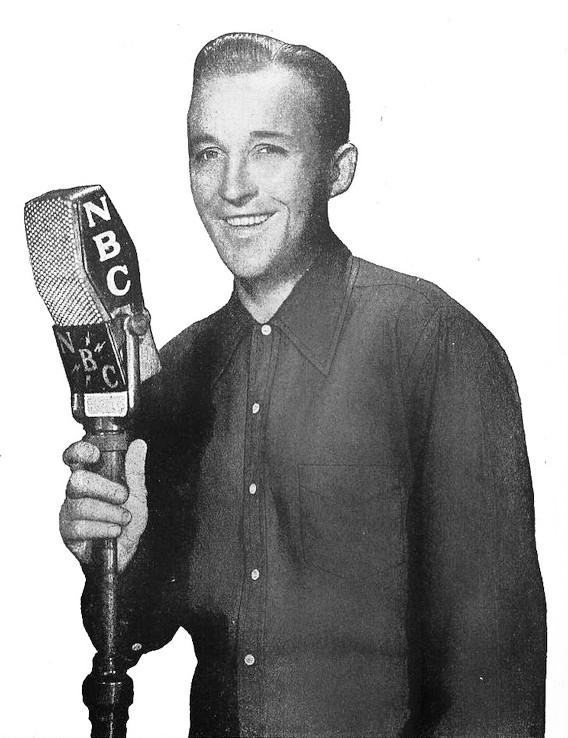
Bing Crosby (1945)

Crooner – współcześnie epitet nadawany wokalistom śpiewającym standardy jazzowe należące do tzw. Great American Songbook (amerykańskie standardy jazzowe) z towarzyszeniem orkiestry, big-bandu lub fortepianu; także sposób śpiewania opracowany w latach 20. i 30. XX wieku który powstał dzięki wprowadzenia do użycia mikrofonów. Crooning jest uosobieniem wokalistów jazzowych, takich jak Bing Crosby, Dean Martin, Perry Como czy Frank Sinatra.

## Historia
Ten dominujący popularny styl wokalny zbiegł się z pojawieniem się radia i nagrań elektrycznych. Przed pojawieniem się mikrofonu popularni śpiewacy, tacy jak np. Al Jolson, musieli występować na tylnych siedzeniach teatru, podobnie jak śpiewacy operowi, co zapewniało bardzo głośny styl wokalny. Mikrofon umożliwił bardziej osobisty styl. Przede wszystkim Bing Crosby, ale też Gene Austin i Art Gillham, są często uznawani za wynalazców stylu nucenia.
Wprowadzenie do użycia mikrofonów w znaczący sposób zmieniło ówczesną muzykę popularną.  Wcześniejsi piosenkarze musieli zawsze polegać na sile głosu i jego projekcji, użycie mikrofonu pozwalało na znacznie bardziej łagodny śpiew z kreatywnym, delikatnym frazowaniem.  Niektórzy ówcześni wykonawcy, na przykład bardzo cicho śpiewający Whispering Jack Smith, całkowicie polegali na nowej technologii, została ona także przyjęta przez wiele wokalistek śpiewających w stylu torch (sentymentalne, erotyczne utwory z pogranicza bluesa i jazzu), np. Patti Page, Helen Morgan, Ruth Etting.
W latach 30. określenie było także używane w sposób pejoratywny, a sam crooning uważany był za „zdegenerowany” sposób śpiewania.

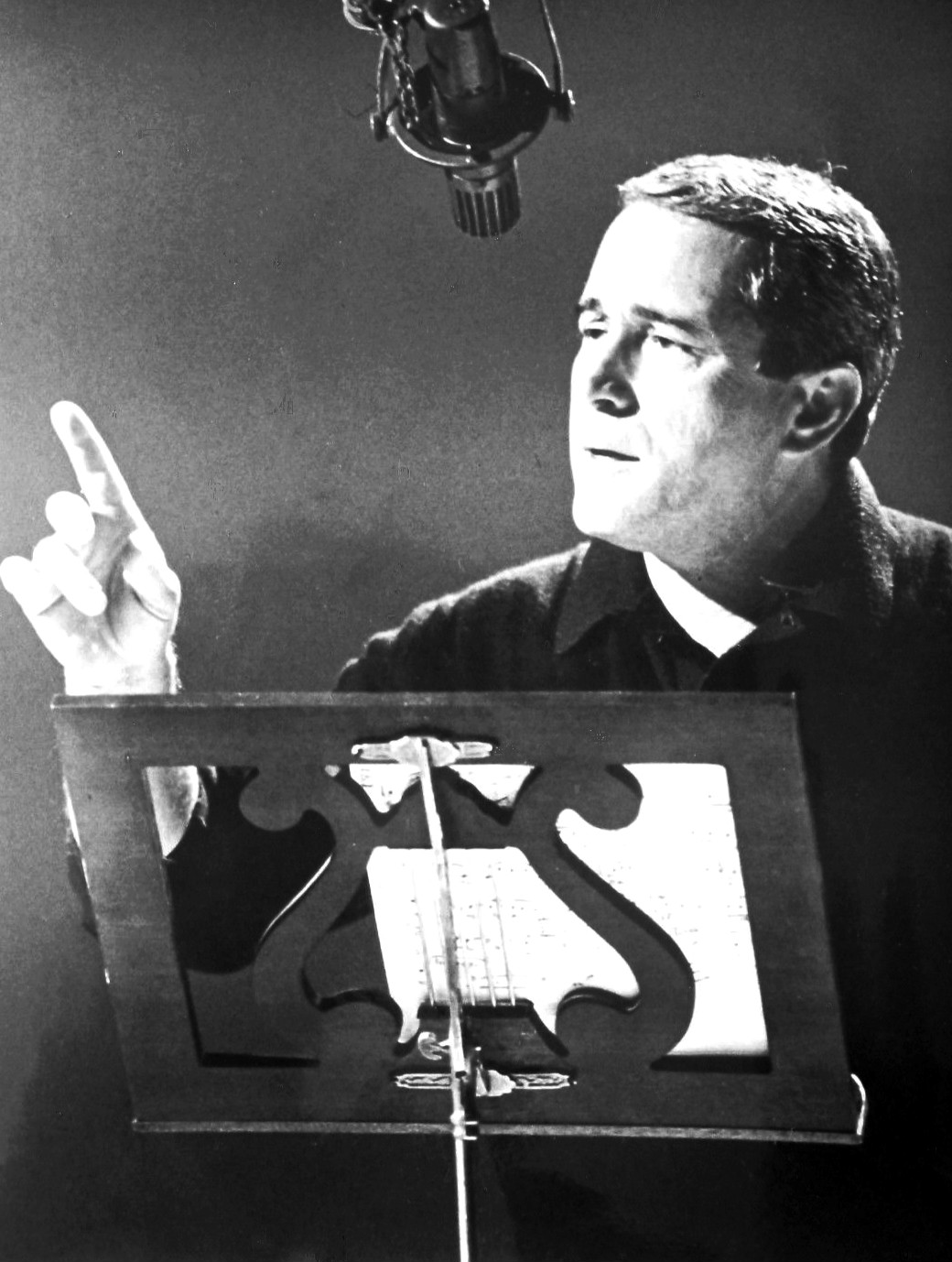
Perry Como (1968)

Dzięki piosenkom country spopularyzowanym przez Binga Crosby’ego nucący styl śpiewania stał się trwałą częścią muzyki country. Crosby sprzedał się w milionach egzemplarzy dzięki wykonaniu w 1940 roku piosenki „San Antonio Rose”, oryginalnie nagranej przez Bob Wills & His Texas Playboys. W 1942 roku Perry Como odniósł wielki sukces piosenką „Deep in the Heart of Texas”; Crosby, który miał ogromny wpływ na Como, nagrał cover tej piosenki i w tym samym roku jego wersja tej piosenki trafiła na 3. miejsce listy przebojów w USA. Dean Martin, Eddy Arnold, Jim Reeves i Ray Price są również znani ze swoich standardów „country crooner”.
Dean Martin jest kojarzony z muzyką country, którą nagrywał w okresie, gdy pracował dla Reprise Records w latach 60. i 70., podczas gdy włosko-amerykański crooner Perry Como, a także amerykański wokalista country Eddy Arnold nagrali kilka albumów z producentem country Chetem Atkinsem w Nashville. 
Współcześnie określenie crooner nie ma zazwyczaj pejoratywnego znaczenia i może mieć jedno z dwóch, niepowiązanych znaczeń:
- delikatny, sentymentalny, czasami patetyczny sposób śpiewania, nucenie[6], takim epitetem był określany między innymi David Bowie[7]
- piosenkarze śpiewający amerykańskie standardy jazzowe, np. Harry Connick Jr.[8] lub Michael Bublé[9].